# Jean-Claude de La Poype de Vertrieu
Jean-Claude de La Poype de Vertrieu, né le 9 février 1655 à Cornod et mort le 3 février 1732 à Poitiers, est un prélat catholique français des XVIIe et XVIIIe siècles. Il est évêque de Poitiers pendant trente ans, de 1702 à sa mort. 

## Biographie
Né en 1655 à Cornod en Franche-Comté, où réside une branche de la famille de La Poype. 
En 1678, il est reçu chanoine-comte de Saint-Jean de Lyon,.
Le 15 avril 1702, alors qu'il est âgé de 47 ans, il est nommé évêque de Poitiers, préconisé le 25 septembre suivant et sacré évêque le 12 novembre de la même année à l'archevêché de Paris par le cardinal Louis-Antoine de Noailles, archevêque. 
Il occupe le siège épiscopal de la ville jusqu'à sa mort qui survient le 3 février 1732, à l'âge de 77 ans. 
Son cœur et ses entrailles sont inhumées dans la chapelle du château de Dissay, résidence estivale des évêques de Poitiers. 

### Sources et bibliographie
- Jacques Paulze d'Ivoy de La Poype, Un Évêque de Poitiers au XVIIIe siècle : Mgr Jean-Claude de La Poype de Vertrieu, vol. Mémoires de la Société des antiquaires de l'Ouest, t. 11, rééd. en volume Impr. de Blais, Roy et Cie, 1889 (1re éd. 1888) (lire sur Wikisource), p. 65-462.
- A. Chapeau et F. Combaluzier, « Episcopologe », Dictionnaire d'histoire et de géographie ecclésiastiques, t. 18, fasc. 104, 1974, col. 367.